# Mittelbarer G-Raum
In der Mathematik ist der Begriff der mittelbaren Gruppenwirkung oder des mittelbaren G-Raums (engl. amenable action) besonders in der Theorie der Operatoralgebren von Bedeutung.

## Definition
Sei {\displaystyle G} eine topologische Gruppe und {\displaystyle X} ein messbarer G-Raum, d. h. ein Maßraum mit einer messbaren Gruppenwirkung. Ein invariantes Mittel auf {\displaystyle X} ist ein lineares Funktional
{\displaystyle m\colon L^{\infty }(X){\overline {\otimes }}l^{\infty }(G)\to L^{\infty }(X)}
mit {\displaystyle m(f\otimes 1)=f} und {\displaystyle m(f_{1}\otimes f_{2})\geq 0} für {\displaystyle f_{1},f_{2}\geq 0}, das invariant unter der Wirkung der Gruppe {\displaystyle G} ist, für das also {\displaystyle m(g^{*}f)=m(f)} für alle {\displaystyle g\in G,f=f_{1}\otimes f_{2}\in L^{\infty }(X)\otimes l^{\infty }(G)} und die durch {\displaystyle g^{*}(f_{1}\otimes f_{2})(x,h)=f_{1}\otimes f_{2}(g^{-1}x,g^{-1}h)} definierte Funktion {\displaystyle g^{*}f} gilt.
Ein {\displaystyle G}-Raum heißt mittelbar, wenn es ein invariantes Mittel gibt.

## Beispiele
- Wenn {\displaystyle G} eine mittelbare Gruppe ist, dann ist jeder {\displaystyle G}-Raum mittelbar.
- Eine freie Wirkung einer Gruppe {\displaystyle G} ist genau dann mittelbar, wenn {\displaystyle G} mittelbar ist.
- Die Wirkung einer hyperbolischen Gruppe auf ihrem Rand im Unendlichen ist mittelbar.
- Seien {\displaystyle G} und {\displaystyle P} lokalkompakte Gruppen. Wenn {\displaystyle P} eine mittelbare Gruppe ist, dann ist die Wirkung jeder diskreten Untergruppe {\displaystyle \Gamma \subset G} auf {\displaystyle G/P} mittelbar.